# Fernando Benítez Salido
Fernando Benítez Salido, más conocido como Nando (Cádiz, 22 de diciembre de 1942-Cádiz, 29 de octubre de 2021), fue un escultor español.

## Biografía
Nació y vivió toda su vida en Cádiz. Desde su juventud compatibilizó el trabajo en la empresa de pastelería de su familia con la escultura. Realizó diversas  obras para el Carnaval de Cádiz y a partir de los años 80 desde su propio taller, situado en la calle Buenos Aires, cercana a la pastelería familiar, llevó a cabo una amplia producción centrada en su gaditanismo costumbrista.
El 23 de abril de 2021, el Ayuntamiento de Cádiz le otorgó el título de Hijo Predilecto de Cádiz.
Tras la muerte de su mujer, Rocío, Fernando fue perdiendo facultades como consecuencia de una larga enfermedad. Al mediodía del 29 de octubre falleció acompañado de sus dos hijos, Rocío y Fernando Benítez Gabriel, que también es escultor.